# Гаспароне (оперетта)
«Гаспароне» (нем. Gasparone, иногда называется «Гаспарон») — оперетта в трёх актах австрийского композитора Карла Миллёкера, одно из наиболее популярных его произведений. Авторы либретто: Рихард Жене и Камилло Вальцель (последний обычно выступал под псевдонимом F. Zell). Первая постановка оперетты состоялась 26 января 1884 года в венском театре  «Ан дер Вин».
Остроумный сюжет и красочная музыка принесли «Гаспароне» успех не только у венской публики, но и в других странах — в Германии, Великобритании (где главную роль играла Лилиан Рассел), России, США. Впоследствии оперетта подвергалась разного рода переделкам, чаще всего на современной сцене ставится версия 1932 года, обработанная композитором Эрнстом Стефаном. В эту версию включён романс «Dunkelrote Rosen» (в русском переводе: «Я в окно вам бросил красных роз букет»), взятый из оперетты Миллёкера «Вице-адмирал»
Оперетта ставилась на сценах многих российских музыкальных театров, классический русский перевод либретто выполнили Марк Ярон и Владимир Поляков. Была неоднократно экранизирована, в том числе один телефильм был снят в СССР.

## Основные действующие лица
| Персонаж                                   | Имя в оригинале | Голос         |
| ------------------------------------------ | --------------- | ------------- |
| Карлотта, вдовствующая графиня Санта-Кроче | Carlotta        | сопрано       |
| Эрминио Салуццо, граф                      | Erminio Saluzzo | тенор         |
| Баболено Назони, мэр города                | Baboleno Nasoni | бас           |
| Синдульфо, сын мэра                        | Sindulfo        | тенор         |
| Беноццо, трактирщик                        | Benozzo         | тенор         |
| Зора, жена Беноццо                         | Sora            | сопрано       |
| Зенобия, дуэнья графини                    | Zenobia         | альт          |
| Мариэтта, служанка графини                 | Marietta        | меццо-сопрано |
| Массаччо, контрабандист, дядя Беноццо      | Massaccio       | баритон       |

## Сюжет
Действие оперетты происходит около 1820 года на острове Сицилия, в небольшом приморском городке. Местный мэр Баболено Назони рассчитывает избавиться от своих долгов, женив своего сына Синдульфо на богатой красавице, вдовствующей графине Карлотте; мэр выяснил, что графиня стала наследницей огромного замка и миллиона цехинов, но сама об этом ещё не знает. Мэр обещает графиня свою поддержку в получении наследства при условии, что она выйдет замуж за Синдульфо; Карлотта, испытывая нужду в деньгах, неохотно даёт своё согласие.
Тем временем трактирщик Беноццо распространяет слухи, что неподалёку свирепствует жестокий разбойник по имени Гаспароне. Цель Беноццо — отвлечь внимание полиции от своей собственной деятельности контрабандиста. В это же время в городок приезжает граф Эрминио Салуццо, геолог-любитель, он собирается исследовать вулкан Этна. Встретив Карлотту, он влюбляется в неё. С помощью дружески настроенных контрабандистов Эрминио инсценирует нападение разбойников на Карлотту, после чего «освобождает» её. Карлотта поражена благородством Гаспароне.
Действие переносится в замок графини, как раз получившей унаследованный миллион. Мэр ждёт появления Синдульфо, однако ему приносят сообщение, что дерзкий Гаспароне похитил его сына и требует выкуп в десять тысяч цехинов. Сердобольная Карлотта вручает мэру требуемую сумму, но Гаспароне требует увеличить размер выкупа до миллиона. Карлотта соглашается.
Мэр грубо отказывается женить сына на Карлотте — нищая невестка ему ни к чему. Граф Эрминио посещает графиню и сбрасывает маску. Он всего лишь желал защитить графиню от нежеланного брака. Появляется трактирщик Беноццо и сообщает, что Гаспароне решил покинуть Сицилию. После этого Беноццо передаёт Карлотте прощальный подарок от Гаспароне, в котором оказывается похищенный миллион. Графиня теперь свободна и счастью влюблённых ничего не мешает.

## Музыкальные номера
1. Einleitung mit Ansage
2. Denkst du an mich, schwarze Ninetta
3. Zwanzig! Halt ich!
4. Der Gedanke ist nicht ohne
5. Nur Gold will ich haben
6. Der verdammte Gasparone
7. Hilfe! Hilfe!
8. Ich bin shon da
9. Ach, da kommt er eben
10. O dass Ich doch ein Räuber wäre
11. Wenn ich ja sag, sagt sie nein
12. Wie freu' ich mich
13. Wenn der Morgen hold erwacht
14. Ein Hoch der Gräfin Carlotta
15. Tarantella
16. Finale I Akt
17. Dunkelrote Rosen
18. Auch ich war einst ein junger Mann
19. O schweigen Sie
20. Stockfinster war die Nacht
21. Bin ich allein - Finale II Akt
22. Er soll dein Herr sein
23. Liebe erhellt die ganze Welt
24. Schlussansage
25. Finale

## Экранизации
- 1937: Германия, с Марикой Рёкк[4].
- 1956: Австрия[5].
- 1962: ФРГ[6], телефильм.
- 1972: ФРГ[7], телефильм.
- 1975: СССР, телефильм «Гаспароне».